# THE FOOLS
THE FOOLS（ザ・フールズ）は、1980年に結成された伊藤耕、川田良を中心とする日本のロックバンド。

## 来歴
1978年、元「ルアーズ」の伊藤耕（ボーカル）と元「ワースト・ノイズ」の川田良（ギター）を中心に、「THE FOOLS」の前身バンド「SEX」を結成。
初期は「ザ・ストゥージズ」のカバーなども演奏していたが、次第にオリジナル曲が中心となり、1979年に「東京ロッカーズ」と同じく、メジャーのレコード会社から発売されたオムニバス・アルバム『東京ニュー・ウェイヴ'79』に2曲参加するが、その後、川田が脱退して「SPEED」に加入。伊藤及び残りのメンバー等で「SYZE」を結成。後に川田も出戻りのような形で「SYZE」加入後に解散。伊藤は「伊藤耕&ヘヴン」として、川田は「午前四時」、「ジャングルズ」などに参加し、再び別々にライブ活動を行う。
1980年、伊藤、青木真一（ギター、元「村八分」〜「SPEED」）を中心に、中嶋一徳（ベース、元「8 1/2」〜「自殺」〜「SYZE」）、佐瀬浩平（ドラムス、元「自殺」）の4人で「THE FOOLS」を結成。
1981年、栗原正明（ギター、元「ルアーズ」〜「自殺」）が加入、ツインギターの5人組以降はサウンド的にファンキーな要素が増えて行った。
1982年、栗原に代わって川田が加入。
1983年、バンド名の名付け親である結成メンバーの青木が山口冨士夫との活動に専念するために脱退。ジャズ音楽家の植松孝夫（サックス）が加入後に、日比谷野外音楽堂で行われた伝説的音楽イヴェント「天国注射の昼」に出演。年末に元「ルージュ」の尾塩雅一が加入するがすぐに脱退。
1984年、EBBY（ギター、「じゃがたら」）、木戸靖（パーカッション）が加入。そして、「じゃがたら」のOTOをプロデューサーに迎え、1st.アルバム『Weed War』を発表。「シティロード」など一部の雑誌で絶賛された。秋にSABU（ビブラフォン）が加入。
1985年、EBBYが脱退。高安正文（ドラムス、元ルアーズ〜SEX〜SYZE）が佐瀬に代わり加入。
1986年、木戸とSABUが脱退し、4人編成で活動を続けるが、中嶋が脱退することになり年末をもって活動を停止。
1989年、伊藤、川田、高安、新加入の福島誠二（ベース）の新体制となり、活動を再開。ミニ・アルバム『SILLY BLUES』を発表。
1990年、2nd.アルバム『憎まれっ子世に憚る』、3rd.アルバム『Rhythm & Truth』と立て続けに発表。9月には「フールズ10周年ライブ」を法政大学学生会館大ホールで開催。元メンバーの青木、中嶋、佐瀬を始め、山口冨士夫、近田春夫、じゃがたらのOTO、EBBY、篠田昌已、映画監督の山本政志など多数のゲストが出演した。
1991年、シングル『WHAT YOU WANT?』、湾岸戦争に反対した4th.アルバム『NO MORE WAR-地球の上で-』を発表し、精力的な活動を繰り広げるも、ライブ・アルバム『LIVE FREEDOM』が発表された1994年頃から活動休止状態となる。
2007年、長い沈黙を破り、伊藤、川田、中嶋、高安の4人で活動再開。
2008年、福島が中島に代わって復帰。「THE FOOLS」の活動休止中、川田は「JAZZY UPPER CUT」「LOVE LETTERS」「WRU」「DEEP COUNT」「THE PANTZ」などのメンバーとして、伊藤は「ブルースビンボーズ」のメンバーとして活動。
2012年、伊藤不在時のトリオ編成でのスタジオ録音や4人揃った2009年のライブを収録したアルバム『BABYLON BOMBERS』を発表。その後も秋山公康〜庄内健〜村上雅保とドラムのメンバーチェンジを繰り返しながら活動を続けていた。
2014年1月29日、川田が死去。伊藤も麻薬取締法違反による拘留および裁判中で不在の中、福島を中心に活動を継続するが、川田の後任として加入した大島一威（ギター）が死去。
2015年、これまでサポートメンバーであった關口博史（ギター、「奇形児」）、若林一也（サックス）が正式に加入。
2016年、伊藤が上告し、裁判を続けながら緊迫した状況の中でレコーディングされた25年ぶりの5th.アルバム『REBEL MUSIC』を発表した。
2017年10月16日、伊藤が服役中に死去したことが、翌17日に公式サイトで発表された。月形刑務所出所を40日後に控えていたという。
2022年12月21日、ドキュメンタリー映画の制作と並走し14年の歳月を費やして執筆された、バンドの歴史やアンダーグラウンド・シーンの貴重な記録となるノンフィクション書籍『THE FOOLS MR.ロックンロール・フリーダム』（志田歩・著）が映画公開に先駆けて発売。
2023年1月13日、10年かけて密着したドキュメンタリー映画『THE FOOLS 愚か者たちの歌』（高橋慎一監督）が公開。2月7日、2017年に伊藤が服役中の月形刑務所で病死したのは刑務所などが適切な対応を怠ったことが原因だとして、遺族が国などに損害賠償を求めた訴訟で、国が遺族に賠償金を支払う内容で和解が成立した。5月10日、当時のマネージャー溝口洋により発掘されたマスターテープからニューミックスされ、オリジナル盤と未発表ライブ映像を収録した3枚組『Weed War Original Master Deluxe Edition』をリリース。

## メンバー
- 伊藤耕（1955年10月2日 - 2017年10月16日）
  - ヴォーカル【1980年 - 2017年】
    - ルアーズ、SEX、SYZE、伊藤耕&ヘヴン、ブルースビンボーズに在籍

- 川田良（1955年4月7日 - 2014年1月29日）
  - ギター【1982年 - 2014年】
    - ワースト・ノイズ、SEX、SYZE、SPEED、午前四時、ジャングルズ、JAZZY UPPER CUT、LOVE LETTERS、WRU、DEEP COUNT、THE PANTZなどに在籍、2代目バンマス

- 青木真一（1951年1月5日 - 2014年12月18日）
  - ギター【1980年 - 1983年】
    - 村八分、SPEED、タンブリングス、ウイスキーズ、ティアドロップスなどに在籍、2014年に肺炎のため死去。

- 中嶋一徳（1957年7月31日 - 2025年3月29日[8]）
  - ベース【1980年 - 1986年、2007年 - 2008年】
    - 8 1/2、自殺、SYZE、ティアドロップスなどに在籍、初代バンマス

- 佐瀬浩平（1957年 - 2014年3月29日）
  - ドラムス【1980年 - 1985年】
    - 自殺、ティアドロップスなどに在籍、2014年に死去（病死）[9]。

- 栗原正明
  - ギター【1981年 - 1982年】
    - ルアーズ、自殺、カノン、藻の月などに在籍。

- 植松孝夫（1947年4月16日 - ）
  - サックス【1983年 - 1984年】
    - 石川昌とカウント・バッファローズ、杉本喜代志カルテット、ジョージ大塚カルテット、日野皓正クインテットなどに在籍。

- 尾塩雅一（オス）
  - ギター【1983年】
    - ルージュ、スクリュー・バンカーズ、the OUTなどに在籍。

- EBBY（1957年4月19日 - ）
  - ギター【1984年 - 1985年】
    - じゃがたら、TOMATOSなどに在籍。

- 木戸靖（1955年12月31日 - ）
  - パーカッション【1984年 - 1986年】

- 高安正文（マーチン）（1957年1月29日 - 2020年2月6日）
  - ドラムス【1985年 - 2008年】
    - ルアーズ、SEX、SYZEなどに在籍、2020年に死去。

- SABU（さいとうひろみ）
  - ビブラフォン【1985年 - 1986年】

- 福島誠二
  - ベース【1989年 - 1994年、2008年 - 】
    - 杉浦フィルハーモニーオーケストラ、グレイトリッチーズ、奇形児、MAMORU & The DAViESなどに在籍、3代目バンマス。

- 秋山公康
  - ドラムス【2008年 - 2009年】
    - ブルースビンボーズ、FORWARDなどに在籍。

- 庄内健
  - ドラムス【2009年 - 2012年】

- 村上雅保
  - ドラムス【2012年 - 】

- 大島一威（1968年1月18日 - 2014年9月29日）
  - ギター【2014年】
    - 藻の月などに在籍、2014年に死去。

- 關口博史
  - ギター【2015年 - 】
    - 奇形児、筋肉少女帯、ばちかぶりなどに在籍。

- 若林一也
  - サックス【2015年 - 】
    - THE PANTZなどに在籍。

### レコーディングに参加した主なミュージシャン
- OTO（じゃがたら）（プロデュース）
- 篠田昌已（じゃがたら）（サックス）
- 吉田哲治（じゃがたら）（トランペット）
- 松竹谷清（トマトス）（ギター）
- スティーブ衛藤（PINK）（パーカッション）
- ホッピー神山（PINK）（キーボード）
- 山口冨士夫（ギター）
- 梅津和時（サックス）
- Dr.Kyon（ボ・ガンボス）（キーボード）
- ワタナベマモル（グレイトリッチーズ）（コーラス）
- 宇賀秀樹（ザ・スカラベリーズ）（ギター）
- YASU（奇形児）（コーラス）
- 石井啓介（キーボード）
- 小谷昌輝（ギター）

## ディスコグラフィー

### アルバム
- 「Weed War」LP/CD（1984）※1st.スタジオ・アルバム。2007年に、1984年7月6日渋谷屋根裏での未発表ライブCD、石井聰亙撮影のDVD（約3分）、さらに豪華ブックレットを追加した「Weed War - LEGACY EDITION」として再発。2012年に、リマスタリング&初回限定で1982年11月3日千葉大学での未発表ライブ音源を収録したボーナスディスク付きの2枚組CDとして再発。2023年に、オリジナル・レコードのミックスCD、別ミックス&別テイクCD、1983年7月9日法政大学学生会館での未発表ライブDVDを収録したオリジナル・マスター・デラックス・エディション3枚組として再発。
- 「SILLY BLUES」ミニ・アルバムLP（1989）※全5曲はアルバム「RHYTHM & TRUTH」にも収録。
- 「憎まれっ子世に憚る」CD (1990)※2nd.スタジオ・アルバム。2007年に、1989年吉祥寺バウスシアターでのライブを収録したDVD付で再発。
- 「RHYTHM & TRUTH」CD（1990）※3rd.スタジオ・アルバム。2009年に「LIVE FREEDOM」とカップリング2枚組CDで再発。
- 「NO MORE WAR-地球の上で-」CD（1991）※4th.スタジオ・アルバム。湾岸戦争に反対したメッセージソングを収録。2014年、シングル「WHAT YOU WANT?」の3曲を追加して再発。
- 「LIVE FREEDOM」LIVE CD（1994）※2009年に「RHYTHM & TRUTH」とカップリング2枚組CDで再発。
- 「BABYLON BOMBERS」CD（2012）※伊藤不在時のトリオ編成でのスタジオ録音（旧作のリメイク＋新曲）＋4人揃った2009年のライブを収録。
- 「Weed War Party! 」CD+DVD（2013）※1984年の横浜国立大学でのライブ音源と渋谷ライブインでの映像を収録。
- 「On The Eve Of The Weed War」CD+DVD（2015）※1st.アルバム「Weed War」発売以前の1981～1983年までのライブ音源と映像を中島一徳監修によりCD2枚＋DVD1枚に収録。
- 「REBEL MUSIC」CD（2016）※5th.スタジオ・アルバム。

### シングル
- 「WHAT YOU WANT?」CDシングル（1991）
- 「WASTIN’ TIME, OFF YOUR BEAT / 空を見上げて(ALTERNATE MIX)」7"EP（2023）

### 映像作品
- 「THE FOOLS 愚か者たちの歌 <完全版>」DVD（2024）※限定版のみ、2013年、伊藤耕・川田良の2人が揃ったライブ映像を中心に編集した特典DVD付

### 関連作品
- 「東京ニュー・ウェイヴ’79」LP/CD（1979）※オムニバス・アルバム、伊藤耕、川田良、高安正文らが在籍した「SEX」、中島一徳、佐瀬浩平らが在籍した「自殺」のナンバーを各2曲ずつ収録
- SYZE「UPPER NIGHT」ミニLP（1988）※伊藤耕、川田良、中嶋一徳、高安正文が在籍した「SYZE」の4曲入ミニアルバム
- SYZE「UPPER NIGHT Revisited」LIVE CD（2009）※ミニLP「UPPER NIGHT」が完全版でCD化、1979年10月の渋谷屋根裏でのライブ、1979年9月に新宿ロフトで行われた東京ロッカーズのイベント「DRIVE TO 80’S」のライブを収録
- 「天国注射の昼」VHSビデオ（1984）※1983年8月21日、9月17日に日比谷野外音楽堂で行われたイヴェントのオムニバス、THE FOOLSを1曲収録

### 書籍
- 「THE FOOLS MR.ロックンロール・フリーダム」志田歩著（2022、東京キララ社）

### 映画
- 「THE FOOLS 愚か者たちの歌」高橋慎一監督（2023）

## 訃報
- THE FOOLSの川田良が死去（2014年1月30日）、ナタリー、2014年1月30日閲覧。
- 元村八分の青木真一が肺炎のため逝去（2014年12月18日）、ナタリー、2014年12月18日閲覧。
- 伝説のロックバンド「THE FOOLS」ボーカル・伊藤耕さん死去（2017年10月17日）、スポニチアネックス、2017年10月17日閲覧。
- 元フールズのドラマー、マーチンこと高安正文 昨日、永眠しました。（福島誠二 Twitter @seiji_THE_FOOLS）